# 루카 아르젠테로

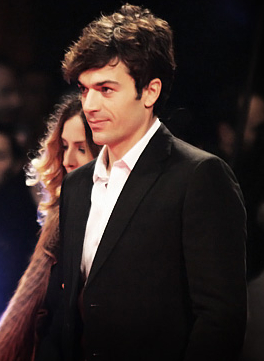

루카 아르젠테로(Luca Argentero, 1978년 4월 12일 ~ )는 이탈리아의 배우, 모델, TV 사회자이다.
토리노에서 태어났다.

## 영화
- 코퍼맨 (2019년)
- 더 펄로 (2017년)
- 우리와 줄리아 (2015년)
- 폴리 오포스티 (2015년)
- 애즈 화이트 애즈 밀크, 애즈 레드 애즈 블러드 (2013년)
- 차 차 차 (2013년) - 코르소 역
- 글래디에이터: 로마 영웅 탄생의 비밀 3D (2013년) - 티모 목소리 역
- 그 여름의 정사 (2012년) - 알레산드로 역
- 더 룩아웃 (2012년) - 니코 역
- 내 삶의 여인 (2010년)
- 먹고 기도하고 사랑하라 (2010년)
- 오기 스포시 (2009년)
- 원대한 꿈 (2009년)
- 퍼펙트 스킨 (2008년)
- 새턴 인 오퍼지션 (2007년)
- 카사 노스트라 (2006년)